# Springer (Oklahoma)
Springer é uma cidade  localizada no estado norte-americano de Oklahoma, no Condado de Carter.

## Demografia
Segundo o censo norte-americano de 2000, a sua população era de 577 habitantes.
Em 2006, foi estimada uma população de 591, um aumento de 14 (2.4%).

## Geografia
De acordo com o United States Census Bureau tem uma área de
37,6 km², dos quais 37,4 km² cobertos por terra e 0,2 km² cobertos por água.

## Localidades na vizinhança
O diagrama seguinte representa as localidades num raio de 20 km ao redor de Springer.